# Paracinipe exarata
Paracinipe exarata is een rechtvleugelig insect uit de familie Pamphagidae. De wetenschappelijke naam van deze soort is voor het eerst geldig gepubliceerd in 1936 door Bolívar.